# Liriomyza quadrisetosa
Liriomyza quadrisetosa este o specie de muște din genul Liriomyza, familia Agromyzidae. A fost descrisă pentru prima dată de Malloch în anul 1913. Conform Catalogue of Life specia Liriomyza quadrisetosa nu are subspecii cunoscute.